# Випробувачі (фільм)
«Випробувачі» — радянський телефільм 1987 року, знятий режисером Олегом Біймою на студії «Укртелефільм».

## Сюжет
Фільм про виробничі конфлікти на автомобільному заводі.

## У ролях
- Євген Карельських — Ігор Євгенович Шматов
- Борис Щербаков — Олег Костянтинович Костомаров
- Ніна Алісова — Ольга Михайлівна
- Микола Пастухов — Євген Євсійович
- Дмитро Харатьян — Михайло Шматов
- Олена Борзова — Таня
- Наталія Данілова — Віра
- Олександр Январьов — Смирнов
- Сергій Бехтерєв — Валєнкін
- Олег Глизденок — Федька
- Віктор Шульгін — Пугач, «Трофімич»
- Вадим Захарченко — Хохорєв
- Володимир Разумовський — Куликов
- Єлизавета Нікіщихіна — Сіма, подруга Тані
- Микола Бармін — Петро Володимирович, генеральний директор
- Ніна Зоткіна — Світлана
- Валентин Макаров — заступник генерального директора
- Микола Сморчков — Жутов
- Надія Шлезігер — Марина
- Олександр Рижков — Едік
- Світлана Коновалова — Лариса Василівна, адміністратор готелю
- Олег Ізмайлов — учасник зборів
- Лариса Блінова — секретарка
- Едуард Ізотов — режисер
- Лілія Захарова — учасниця зборів
- Надія Матушкіна — співробітниця відділу
- Людмила Купіна — актриса
- Борис Сморчков — учасник зборів
- Олександр Вдовін — учасник зборів
- Павло Ремезов — товариш з міністерства
- Юрій Алгебраїстов — епізод

## Знімальна група
- Сценарист: Юрій Гейко
- Режисер-постановник: Олег Бійма
- Оператор-постановник: Олександр Мазепа
- Художник-постановник: Дмитро Богородський
- Консультант: Г. Нікіфоров
- Режисер: Лев Колесник
- Оператор: Ігор Яковлєв
- Звукооператор: Геннадій Чупаков
- Художник по костюмах: Е. Челознова
- Грим: Л. Сміян
- Художник-декоратор: В. Рудько
- Редактор: С. Світлична
- Директор картини: Валентин Петров